# Ṭ̄
Ṭ̄ (minuscule : ṭ̄), appelé T macron point souscrit, est une lettre latine utilisé dans la romanisation ISO 233-1 de l’alphabet arabe. Elle est composée d’un T diacrité d’un macron et d’un point souscrit.

## Utilisation
Dans la romanisation ISO 233-1 de l’alphabet arabe, ‹ ṭ̄ › représente un ṭāʾ šadda ‹ طّ ›, le t point souscrit ‹ ṭ › et le macron représentant respectivement le ṭāʾ et le šadda.

## Représentations informatiques
Le T macron point souscrit peut être représenté avec les caractères Unicode suivants : 
- composé et normalisé NFC (latin étendu additionnel, diacritiques) :

| formes    | représentations | chaînes de caractères | points de code | descriptions                                                |
| --------- | --------------- | --------------------- | -------------- | ----------------------------------------------------------- |
| majuscule | Ṭ̄               | Ṭ◌̄                    | U+1E6C U+0301  | lettre majuscule latine t point souscrit diacritique macron |
| minuscule | ṭ̄               | ṭ◌̄                    | U+1E6D U+0301  | lettre minuscule latine t point souscrit diacritique macron |

- décomposé et normalisé NFD (latin de base, diacritiques) :

| formes    | représentations | chaînes de caractères | points de code       | descriptions                                                            |
| --------- | --------------- | --------------------- | -------------------- | ----------------------------------------------------------------------- |
| majuscule | Ṭ̄               | T◌̣◌̄                   | U+0054 U+0323 U+0304 | lettre majuscule latine t diacritique point souscrit diacritique macron |
| minuscule | ṭ̄               | t◌̣◌̄                   | U+0074 U+0323 U+0304 | lettre minuscule latine t diacritique point souscrit diacritique macron |

## Sources
- (en) Thomas T. Pederson, Transliteration of Arabic, 2.2, 2008 (lire en ligne)